# WCW 먼데이 나이트로
먼데이 나잇 나이트로(WCW Monday Nitro)는 WCW의 2대 브랜드중의 하나이자, 매주 월요일에 방송하던 프로그램이다.
WWE 러와 경쟁을 하던 프로그램으로서 1997년에는 83주간 러와의 시청률 경쟁에서 앞서기도 했다. WCW가 WWE에 인수되면서 2001년 3월 26일 나이트 오브 챔피언스 특집 에피소드를 마지막으로 역사속으로 사라졌다.